# Tortuera (kommunhuvudort)
Tortuera är en kommunhuvudort i Spanien.   Den ligger i provinsen Provincia de Guadalajara och regionen Kastilien-La Mancha, i den centrala delen av landet, 170 km öster om huvudstaden Madrid. Tortuera ligger 1 114 meter över havet och antalet invånare är 221.
Terrängen runt Tortuera är huvudsakligen platt, men åt sydväst är den kuperad. Runt Tortuera är det glesbefolkat, med 10 invånare per kvadratkilometer. Närmaste större samhälle är Molina de Aragón, 16,1 km sydväst om Tortuera. Trakten runt Tortuera består till största delen av jordbruksmark.